# SASエピナル
スタッド・アスレティック・スピナリアン・エピナル（フランス語: Stade Athletique Spinalien Épinal）は、フランス・ヴォージュ県エピナルを本拠地とするサッカークラブである。1941年設立。2024年現在、4部リーグに当たるフランス全国選手権2のグループCに所属している。

## 歴代所属選手
- トニー・シルヴァ 1996-1997
- サリフ・ディアオ 1996-1997
- シェイク・エンドイェ 2009-2012
- サンディ・パイヨ 2011-2013
- ガエタン・ビュスマン 2012
- バディス・リビー 2012-2014
- ファマラ・ディエディウ 2012-2013
- シェイク・ドゥクレ 2012-2013